# STS-40
STS-40 e четиридесет и първата мисия на НАСА по програмата Спейс шатъл и единадесети полет на совалката Колумбия. Основната цел на полета е експерименти с космическата лаборатория Спейслаб, най-вече в областта на биологията. За първи път в състава на екипажа са включени три жени.

## Екипаж
| Пост                           | Астронавт                               |
| ------------------------------ | --------------------------------------- |
| Командир                       | Браян О'Конър втори космически полет    |
| Пилот                          | Сидни Гутиерес първи космически полет   |
| Специалист на мисията 1        | Джеймс Бейгиан втори космически полет   |
| Специалист на мисията 2        | Тамара Джерниган първи космически полет |
| Специалист на мисията 3        | Реа Седън втори космически полет        |
| Специалист по полезния товар 1 | Френсис Гафни първи космически полет    |
| Специалист по полезния товар 2 | Мили Хюз-Фулфорд първи космически полет |

- Броят на полетите е преди и включително тази мисия.

## Полетът
Първоначално датата на изстрелването е планирана за 16 май 1990 г., но поради технически неизправности е отложено и успешно осъществено на 5 юни.
Това е петата мисия по програма Spacelab – Spacelab Life Sciences-1 (SLS-1) и първа, изцяло посветена на биологията, с помощта на обитаем модул чрез 30 гризача и хиляди малки медузи. Изследвани в човешкото тяло са: сърдечно-съдовата/кардиопулмоналната (сърце, бели дробове и кръвоносните съдове); бъбречната/ендокринната система (бъбреците и хормон-секретиращи органи и жлези); кръвта (кръвна плазма), имунната система (бели кръвни клетки), на опорно-двигателния апарат (мускули и кости) и нервната/вестибуларна система (мозъка и нервите, очите и вътрешното ухо).
Приземяването става на 14 юни 1991 г. в 15:39:11 ч. на писта 22 в Edwards Air Force Base, Калифорния. Совалката се завръща в Космическия център „Кенеди“ на 21 юни същата година.

## Параметри на мисията
- Маса:
  - При кацане: 102 283 кг
  - Маса на полезния товар: 12 374 кг
- Перигей: 287 км
- Апогей: 296 км
- Инклинация: 39,0°
- Орбитален период: 90.4 мин